# Ed Norris

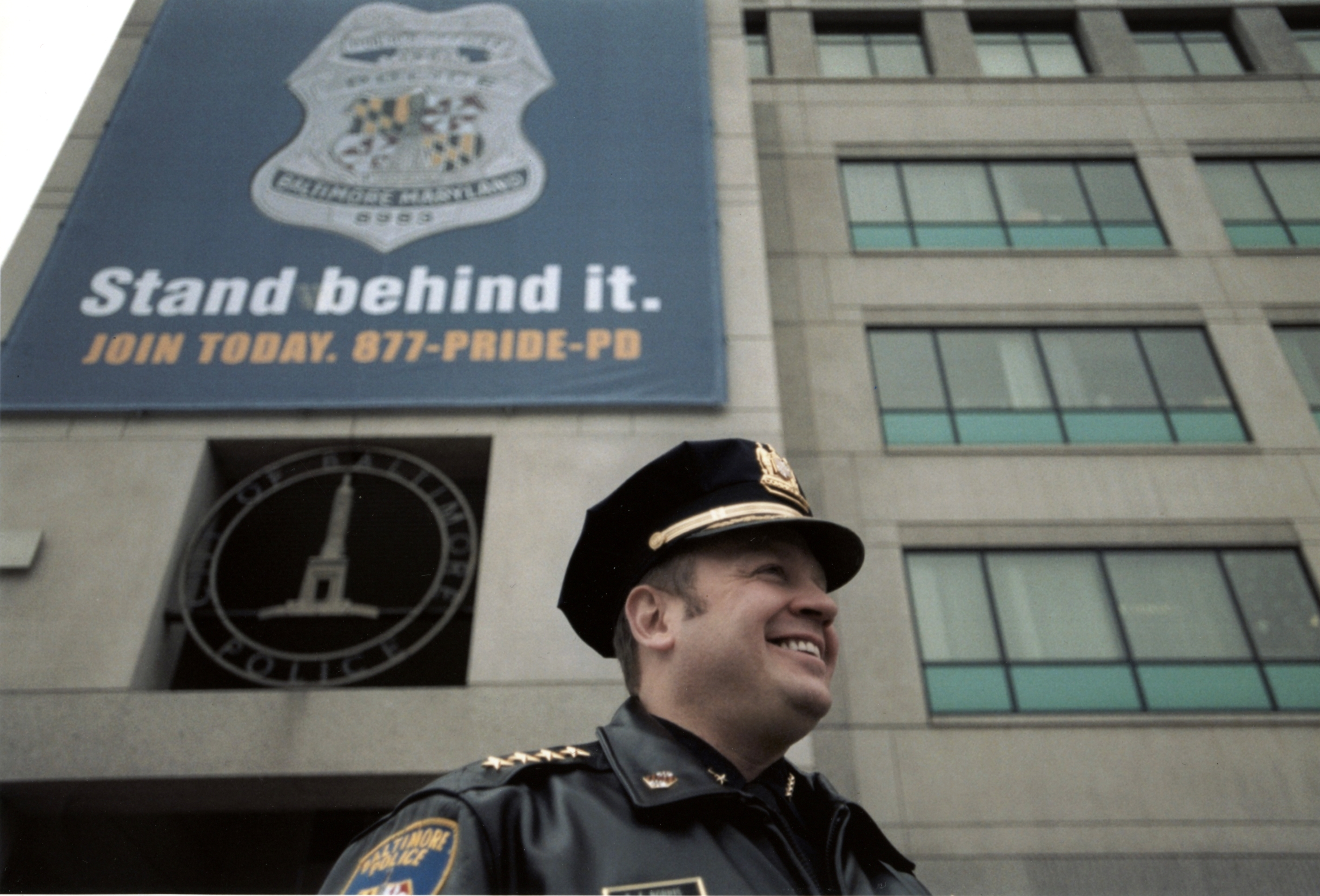
Ed Norris à l'extérieur du siège de la police à Baltimore, Maryland vers 2000.

Edward T. Norris (né le 10 avril 1960) est un animateur de radio américain et ancien policier. Il est co-animateur d'un talk-show sur WJZ-FM (105,7 The Fan) à Baltimore. Norris a été policier pendant 20 ans au New York City Police Department puis commissaire de police de Baltimore de 2000 à fin 2002 et surintendant de la police de l'État du Maryland en 2003. Norris a ensuite été reconnu coupable d'un crime et a passé six mois dans une prison fédérale. Par ailleurs, il a joué Edward Norris dans la série télévisée Sur écoute de HBO. 

## Jeunesse
Norris est né le 10 avril 1960 à Brooklyn, New York dans une famille de policiers. Il est d'origine irlandaise et italienne. Il est diplômé du Brooklyn Technical High School et a fréquenté l' Université de Rochester. À Rochester, Norris joue au football, est président du club de boxe. Des revers financiers conduisent Norris au départ de Rochester et le font rejoindre les forces de l'ordre. Norris a par la suite terminé sa carrière universitaire à l'Université St. John's et a obtenu un baccalauréat ès sciences en justice pénale. 

## Carrière NYPD
Norris prête serment en tant que membre du département de police de New York le 2 septembre 1980. Après avoir obtenu son diplôme de l'Académie de police, Norris est affecté au Midtown South Precinct à Midtown Manhattan (Times Square). Pendant le mandat de Norris avec le NYPD, il occupe les grades d'officier de police, sergent, lieutenant, capitaine, inspecteur adjoint, chef adjoint et commissaire adjoint des opérations,. 

### Meurtre de Meir Kahane
Alors qu'il commande la 17e brigade de détectives, Norris mène l'enquête sur l'assassinat de Meir Kahane (en), un rabbin américano-israélien, écrivain ultranationaliste et personnalité politique. À l'époque, le NYPD a officiellement qualifié le meurtre de l'acte d'un homme armé solitaire, après les protestations de Norris qui pensait qu'il s'agissait d'une action plus grande. Après l'attentat à la bombe contre le World Trade Center en 1993, il a été révélé que Kahane était le premier meurtre d'Al-Qaïda aux États-Unis.   

## Commissaire de police du département de police de Baltimore
En mars 2000, Norris est choisi pour devenir commissaire du Baltimore Police Department (BPD) par le maire Martin O'Malley. Norris remporte le prix du président de la NAACP pour les relations avec la police et la communauté.   
Il quitte le département de police de Baltimore en décembre 2002. 

## Surintendant de la police de l'État du Maryland
En 2002, après son mandat de commissaire de police de Baltimore, Norris est nommé surintendant de la Maryland State Police (MSP) sous Robert L. Ehrlich, Jr. Au cours de son service avec le MSP, Norris crée le premier centre de veille terroriste ouvert 24h/24 dans le Maryland. 
Il démissionne de ce poste lorsqu'il est inculpé d'accusations criminelles. 

## Affaire criminelle
En décembre 2003, Norris est inculpé de trois chefs d'accusation par l'avocat américain Thomas M. DiBiagio (en). Il aurait effectué des dépenses personnelles illégales de plus de 20 000 dollars sur le compte du département de police de Baltimore afin de payer des cadeaux coûteux, des dépenses personnelles et des relations extraconjugales avec au moins six femmes.    
Le 8 mars 2004, dans le cadre d'une négociation de peine, il plaide coupable de corruption fédérale et d'accusations fiscales. Norris est alors condamné à six mois de prison fédérale à Yazoo City et Atlanta, suivis de trois ans de probation supervisée et de 500 heures de travaux d'intérêt général.  
Malgré le plaidoyer de culpabilité, Norris avance publiquement son innocence en affirmant que l'affaire était politiquement motivée et que le plaidoyer de culpabilité avait été forcé en raison d'un problème d'hypothèque. En octobre 2006, Norris admet avoir utilisé l'argent des comptes présumés, mais déclare qu'il l'avait remboursé en totalité avant de quitter ses fonctions pour occuper le poste de surintendant de la police de l'État du Maryland. 

## Carrière dans le divertissement
Norris est par ailleurs une personnalité de la radio américaine. Il est le co-animateur du Big Bad Morning Show sur CBS WJZ-FM (105,7 The FAN) à Baltimore, Maryland, qui est diffusé les matins de semaine de 6 h à 10 h,. L'émission se concentre principalement sur le sport et comprend souvent d'autres sujets tels que la politique et la criminalité dans le Maryland. Norris est présent dans un segment d'actualité hebdomadaire sur Fox 45 TV.  
Norris est également connu pour son rôle de détective Edward Norris dans la série télévisée à succès de HBO, Sur écoute (2002-2008), ainsi que pour avoir été l'enquêteur du film Jack the Ripper in America (2009). 
En 2017, Norris publie le livre Way Down in the Hole, co-écrit avec le journaliste et auteur du Baltimore Sun Kevin Cowherd (en). Il réalise ensuite une tournée de signature de deux mois.    